# Залив
Залив је део океана, мора или језера, најчешће дубоко увучен у копно, које га окружује са три стране. Такође, може се формирати и на већим рекама. Са основним делом басена има слободну размену воде. Настају најчешће тектонским путем и ерозијом. Посебни типови залива су естуари, фјордови и ријаси, као и лагуне и лимани. Они настају потапањем ушћа река, глацијалних и речних долина.
Међу најпознатије заливе убрајају се — Бока которска, Тршћански залив, Ријечки залив, Венецијански залив и др. У свету се по свом значају и величини издвајају — Хадсонов, Бискајски, Лионски, Бенгалски, Ботнијски, Мексички, Гвинејски и др. Превлачки залив се тако звао у Грчкој код Свете горе. Ту је превлака, уски копнени али некада и уски морски пролаз или Ксерксов канал. 
Залив је увучена, обалска водена површина која се директно повезује са већом главном површином воде, као што је океан, језеро или чак други залив. Велики залив се обично назива галф или море. Увала је мала, кружна формација са уским улазом. Фјорд је залив исклесан глечерима, тако да има посебно стрму обалу.
Залив може бити ушће реке, као што је залив Чесапик, естуар реке Сасквехана. Заливи такође могу бити угнежђени један у другом; на пример, залив Џејмс је крак залива Хадсон у североисточној Канади. Неки велики заливи, као што су Бенгалски залив и Хадсонов залив, имају разнолику морску геологију.
Земљиште које окружује залив често смањује снагу ветрова и блокира таласе. Заливи могу имати широк спектар карактеристика обале као и друге обале. У неким случајевима, заливи имају плаже, које „обично карактерише стрма горња обала са широком, равном предњом терасом“. Заливи су били значајни у историји људског насељавања, јер су пружали сигурна места за риболов. Касније су биле важни у развоју поморске трговине, јер је сигурно сидриште које пружају подстакло њихов избор као лука.

## Дефиниција
Конвенција Уједињених нација о праву мора (UNCLOS) дефинише залив као добро означену удубину на обали, чији је продор у таквој пропорцији са ширином његовог ушћа да садржи воде без излаза на копно и чини више од пуке закривљености обале. Удубљење се, међутим, неће сматрати заливом осим ако је његова површина велика као (или већа од) полукруга чији је пречник линија повучена преко ушћа тог удубљења – иначе би се назвао увалом.

## Формирање
Постоје различити начини на које се заливи могу формирати. Највећи заливи су се развили тектоником плоча. Како се суперконтинент Пангеа распао дуж закривљених и увучених линија раседа, континенти су се раздвојили и оставили велике заливе; ту спадају Гвинејски залив, Мексички залив и Бенгалски залив, који је највећи залив на свету.
Заливи се такође формирају ерозијом обале рекама и глечерима. Залив формиран од глечера је фјорд. Ријасе стварају реке и одликују се постепенијим нагибима. Наслаге мекших стена еродирају брже, формирајући увале, док тврђе стене еродирају мањом брзином, остављајући ртове.